# Liste des communes nouvelles créées en 2022
Pour les articles homonymes, voir Liste de communes nouvelles.
| \| Saint-Gérand-Croixanvec · Lignières-Ambleville · Montaignac-sur-Doustre · Pechs-de-l'Espérance · L'Aiguillon-la-Presqu'île · Bazoches-et-Saint-Thibaut · Saint-Jean-de-Galaure · Cussey-sur-Lison · Les Monts-Ronds \| Localisation des communes nouvelles créées en 2022. |
| Saint-Gérand-Croixanvec · Lignières-Ambleville · Montaignac-sur-Doustre · Pechs-de-l'Espérance · L'Aiguillon-la-Presqu'île · Bazoches-et-Saint-Thibaut · Saint-Jean-de-Galaure · Cussey-sur-Lison · Les Monts-Ronds                                                           |

Cette liste des communes nouvelles créées en 2022 recense les communes nouvelles françaises pour lesquelles les arrêtés préfectoraux prononçant la création définissent une date de création comprise entre le 1er janvier 2022 et le 31 décembre 2022.
Cette liste contient 9 communes nouvelles regroupant 19 communes.

## Synthèse

### Contexte
La loi no 2010-1563 du 16 décembre 2010 de réforme des collectivités territoriales a substitué au régime antérieur de fusion de communes défini par la loi dite « Marcellin » du 16 juillet 1971 une procédure rénovée de regroupement, aboutissant à la création d’une « commune nouvelle ». Elle a été complétée en 2015 par une nouvelle loi no 2015-292 du 16 mars 2015 relative à l'amélioration du régime de la commune nouvelle, pour des communes fortes et vivantes, mettant en place des incitations financières temporaires afin de favoriser la création de communes nouvelles avant le 1er janvier 2019.

### Dénombrement

#### Nombre de communes nouvelles créées en 2022
9 communes nouvelles sont créées le 1er janvier 2022. Elles regroupent 19 communes anciennes.

#### Nombre total de communes en France
Au 1er janvier 2022, la France compte 34 955 communes dont 34 826 en France métropolitaine et 129 dans les DOM.
| Année | Date             | France métropolitaine | France métropolitaine | France métropolitaine | DOM | Total  |
| Année | Date             | communes nouvelles    | communes regroupées   | Nb total communes     | DOM | Total  |
| ----- | ---------------- | --------------------- | --------------------- | --------------------- | --- | ------ |
|       | 31 décembre 2021 | 31 décembre 2021      | 31 décembre 2021      | 34 836                | 129 | 34 965 |
| 2022  | 1er janvier 2022 | 9                     | 19                    | 34 826                | 129 | 34 955 |
| 2022  | Total            | 9                     | 19                    |                       |     |        |

## Liste détaillée
L’article L. 2113-6 du code général des collectivités territoriales précise que « l'arrêté du représentant de l'État dans le département prononçant la création de la commune nouvelle détermine le nom de la commune nouvelle, le cas échéant au vu des avis émis par les conseils municipaux, fixe la date de création et en complète, en tant que de besoin, les modalités ». Le tableau suivant présente ces indicateurs pour chacune des communes nouvelles créées en 2022 : nom, date de l'arrêté prononçant la création, date de création et quelques modalités (existence de communes déléguées, chef-lieu) ou informations complémentaires (population).
| Département | Nb | Commune nouvelle          | Commune nouvelle | Commune nouvelle           | Commune nouvelle | Anciennes communes | Anciennes communes                           | Anciennes communes | Arrêté préfectoral portant création | Date de création |
| Département | Nb | Nom                       | Code Insee       | Chef-lieu                  | Population 2018  | Nb                 | Nom                                          | Déléguées          | Arrêté préfectoral portant création | Date de création |
| ----------- | -- | ------------------------- | ---------------- | -------------------------- | ---------------- | ------------------ | -------------------------------------------- | ------------------ | ----------------------------------- | ---------------- |
| Aisne       | 1  | Bazoches-et-Saint-Thibaut | 02054            | Bazoches-sur-Vesles        | 542              | 2                  | Bazoches-sur-Vesles et Saint-Thibaut         | oui                | 30 septembre 2021                   | 1er janvier 2022 |
| Charente    | 1  | Lignières-Ambleville      | 16186            | Lignières-Sonneville       | 741              | 2                  | Lignières-Sonneville et Ambleville           | oui                | 23 septembre 2021                   | 1er janvier 2022 |
| Corrèze     | 1  | Montaignac-sur-Doustre    | 19143            | Montaignac-Saint-Hippolyte | 668              | 2                  | Le Jardin et Montaignac-Saint-Hippolyte      | non                | 30 septembre 2021,                  | 1er janvier 2022 |
| Dordogne    | 1  | Pechs-de-l'Espérance      | 24325            | Peyrillac-et-Millac        | 773              | 3                  | Cazoulès, Orliaguet et Peyrillac-et-Millac   | oui                | 27 septembre 2021,                  | 1er janvier 2022 |
| Doubs       | 2  | Cussey-sur-Lison          | 25185            | Cussey-sur-Lison           | 72               | 2                  | Châtillon-sur-Lison et Cussey-sur-Lison      | non                | 14 décembre 2021                    | 1er janvier 2022 |
| Doubs       | 2  | Les Monts-Ronds           | 25375            | Mérey-sous-Montrond        | 646              | 2                  | Mérey-sous-Montrond et Villers-sous-Montrond | non                | 22 décembre 2021                    | 1er janvier 2022 |
| Drôme       | 1  | Saint-Jean-de-Galaure     | 26216            | La Motte-de-Galaure        | 1263             | 2                  | La Motte-de-Galaure et Mureils               | oui                | 19 octobre 2021,                    | 1er janvier 2022 |
| Morbihan    | 1  | Saint-Gérand-Croixanvec   | 56213            | Saint-Gérand               | 1294             | 2                  | Saint-Gérand et Croixanvec                   | oui                | 30 septembre 2021                   | 1er janvier 2022 |
| Vendée      | 1  | L'Aiguillon-la-Presqu'île | 85001            | L'Aiguillon-sur-Mer        | 2726             | 2                  | L'Aiguillon-sur-Mer et La Faute-sur-Mer      | oui                | 7 décembre 2021                     | 1er janvier 2022 |